# 190 f.Kr.

## Händelser

### Efter plats

#### Grekland
- Slaget vid Eurymedon utkämpas mellan en seleukidisk flotta och fartyg från Rhodos och Pergamon, som är allierade med den Romerska republiken. Seleukiderna leds av den berömde karthagiske generalen Hannibal. Rhodierna och deras allierade segrar och Hannibals flotta tvingas fly.
- Därpå utkämpas slaget vid Myonessos mellan en seleukidisk och en romersk flotta (understödd av rhodiska fartyg). Romarna och deras allierade står som segrare.
- Då Filip V av Makedonien har hjälpt Rom mot dess fiender på den grekiska halvön återfår han den tribut han har erlagt till Rom och hans son Demetrios återbördas till honom, efter att ha hållits som gisslan i Rom i några år.

#### Seleukiderriket
- Då de inte möter något mer motstånd från seleukiderna och deras armé går den romerska armén, under general Scipio Africanus och hans bror Lucius befäl, tillsammans med kung Eumenes II av Pergamon och andra allierade, över Hellesponten in i Anatolien.
- Då hans rike blir mer och mer hotat av romarna är Antiochos III mycket villig att förhandla, utifrån Roms tidigare krav, men romarna insisterar på, att han först ska ge upp området väster om Taurusbergen. När Antiochos vägrar utkämpas slaget vid Magnesia när Magnesia ad Sipylum, på Lydiens slätter i Anatolien, mellan romarna, ledda av konsuln Lucius Cornelius Scipio och dennes bror Scipio Africanus, tillsammans med deras allierade Eumenes II av Pergamon, och Antiochos III:s den store av Seleukiderriket armé. Den efterföljande avgörande romerska segern gör slut på konflikten med seleukiderna angående kontrollen över Grekland.
- Efter att Antiochos III har blivit besegrad av romarna förklarar sig hans två armeniska satraper, Artaxias och Zariadres, självständiga från seleukiderna. Med romerskt tillstånd gör de sig själva till kungar av Större Armenien respektive distriktet Sofene (Mindre Armenien). Artaxias bygger sin huvudstad Artaxata vid floden Araxes (nuvarande Aras) nära Sevansjön.
- Då han har hjälpt romarna att besegra Antiochos III blir Eumenes II av Pergamon belönad med stora landområden. Han får kontrollen över Thrakiska Chersonesos (nuvarande Gallipolihalvön) och över det mesta av de före detta seleukidiska besittningarna i Anatolien.

#### Romerska republiken
- En av de viktigaste vägarna i det romerska Italien, Via Appia, utökas till Beneventum och Venosa.

### Efter ämne

#### Konst
- Statyn Nike från Samotrake (Seger) från Samothrakien skapas (möjligen detta år). Den upptäcks 1863 och finns numera bevarad på Louvren i Paris.

## Födda
- Hipparchos, grekisk astronom, geograf och matematiker (död omkring 120 f.Kr.)
- Cornelia Scipionis Africana, andra dotter till Publius Cornelius Scipio Africanus och Aemilia Paulla. Hon kommer i det romerska samhället att ses som det perfekta mönstret för en dygdig romersk kvinna (död 100 f.Kr.)

## Avlidna
- Apollonios från Perga, grekisk matematiker, geometriker och astronom från den alexandrinska skolan, känd för sin samtid som "Den store geometrikern" vars avhandling "Om koner" är ett av antikens stora vetenskapliga arbeten (född omkring 262 f.Kr.)